# Městečko (Nespeky)
Městečko (Duits: Städtel of Städtel bei Nespeck) is een Tsjechische plaats in de gemeente Nespeky, regio Midden-Bohemen, en maakt deel uit van het district Benešov. Het dorp ligt op 1,5 kilometer afstand van Nespeky.
Městečko telt 248 inwoners (2021).

## Geografie
Městečko ligt in een brede vallei tussen de heuvels, omgeven door bossen en akkers, en nabij de riever de Sázava, die hier meandert.

## Geschiedenis
De eerste schriftelijke vermelding van het dorp dateert van 1497.
Sinds 1900 is Městečko, samen met Nespeky, ondergebracht bij het district Benešov.

## Voorzieningen
In het dorp staan een hotel (Ve Mlejně) en bibliotheek. Ook is er een voormalige brandweerkazerne aanwezig.

## Verkeer en vervoer

### Autowegen
Er leidt een regionale weg naar het dorp.

### Spoorlijnen
Er is geen station in Městečko. Het dichtstbijzijnde station is in Poříčí nad Sázavou, op 1,5 kilometer afstand. Dat station ligt aan spoorlijn 221 Praag - Benešov - České Budějovice, 210 Praag - Vrané nad Vltavou - Čerčany/Dobříš en 212 Čerčany - Světlá nad Sázavou.

### Buslijnen
Er is één bushalte in het dorp:
| Halte             | Lijn(en) | Traject(en)           | Vervoerder(s) |
| ----------------- | -------- | --------------------- | ------------- |
| Nespeky, Městečko | 337      | Benešov - Budějovická | Arriva City   |

## Bezienswaardigheden
Op het dorpsplein staat een gerenoveerde klokkentoren uit 1850, die werd geschonken door het echtpaar Jan en Anna Bitzan. In 1858 werd een kruis op een sokkel aangebracht. Tijdens de bezetting van het dorp (1939–1945) werd de oorspronkelijke klok door de nazi's in beslag genomen. Na de Tweede Wereldoorlog liet toenmalig burgemeester, ingenieur Vainer, op eigen kosten een nieuwe klok gieten. Deze werd in 1946 opgehangen en ingezegend.
De klok werd sinds het begin van de jaren 70 gedurende ruim dertig jaar niet meer geluid. Op 6 juni 2006, om 18.00 uur, luidden bewoners, met toestemming van het gemeentebestuur, de klok. Sindsdien is er weer een vast patroon, waarbij op doordeweekse dagen de klok voorafgaand aan het avondgebed van 18.00 uur wordt geluid; op andere dagen om 12.00 uur. Op verzoek van nabestaanden wordt de klok ook geluid bij uitvaarten.

## Galerij

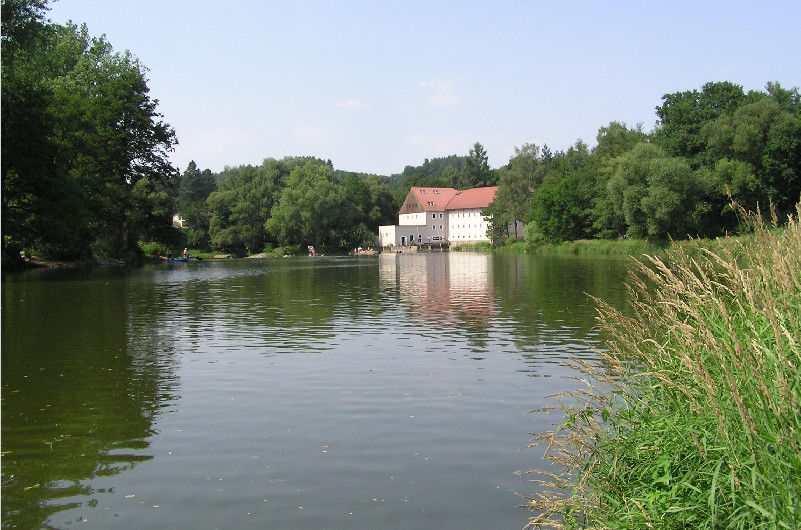
Gebouw aan de Sázava (2006)
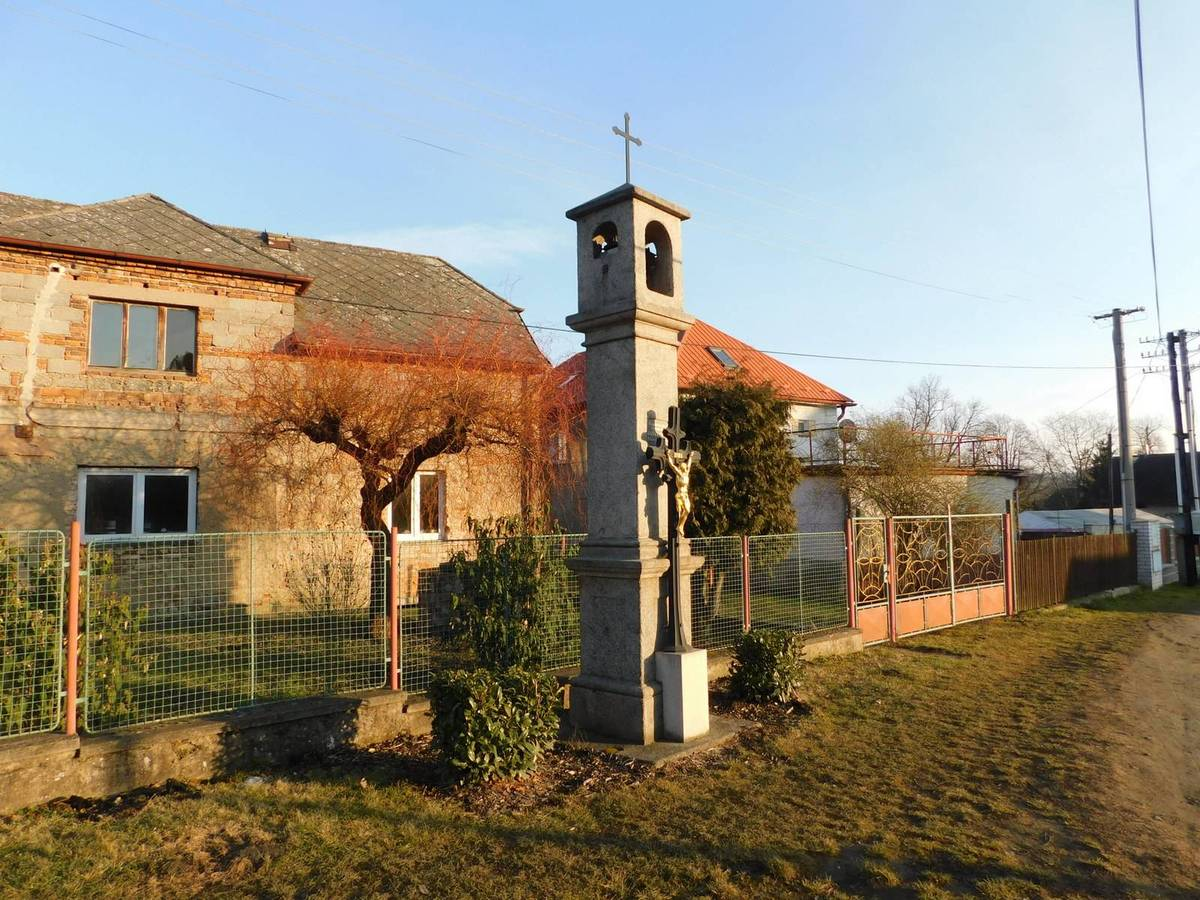
Klokkentoren (2021)